# Lissonota pygmaea
Lissonota pygmaea là một loài tò vò trong họ Ichneumonidae.